# Hydrogen (software)
Hydrogen é uma caixa de ritmos avançada criada por Alessandro Cominu, um programador Italiano que atende pelo pseudônimo Comix.  Seu objetivo principal é fornecer programação profissional de baterias, mas de forma simples e baseada em padrões intuitivos.
O Hydrogen foi originalmente desenvolvido para Linux, mas posteriormente portado para o Mac OS X. O suporte ao Microsoft Windows parece ter sido abandonado desde a última construção de 2006, embora um porte rudimentar para Windows exista, indicando que o sistema operacional é passível de ser suportado no futuro. A interface gráfica usa a biblioteca Qt. Todo o código é sob a GNU General Public License. O Hydrogen é um software livre.

## Recursos
- Sequenciador baseado em padrões, com número ilimitado de padrões e a capacidade de encadeá-los em uma canção.
- Até 64 instantes por padrão com nível individual por evento e comprimento do padrão variável.
- 32 faixas de instrumentos com capacidades de volume, silencioso, solo, pan.
- Suporte multicamadas para instrumentos (até 16 amostras para cada).
- Capacidade de importar/exporar arquivos de música.
- Suporte para efeitos LADSPA.
- Controle de deslizamento para balanço em tempo real.
- Opção para levemente embaralhar as funções velocidade, tempo, passo e balanço para dar uma execução mais humana.
- Múltiplos padrões podem ser tocados de uma só vez.
- GMkit, o kit de bateria, apresenta: Kick, Stick, Snare Jazz, Hand Clap, Snare Rock, Tom Low, Closed HH (high hat), Tom Mid, Pedal HH (high hat), Tom Hi (high), Open HH (high hat), Cowbell, Ride Jazz, Crash, Ride Rock, e Crash Jazz[4].